# Neo Geo Pocket
Neo Geo Pocket – przenośna konsola firmy SNK. Pojawiła się w 1998 roku i była dostępna jedynie w Japonii i Hongkongu. Nie zdobyła wielkiej popularności, już w 1999 roku SNK zdecydowało się o zakończeniu jej produkcji. Konsola miała czarno-biały ekran, jej następcą jest Neo Geo Pocket Color, wyświetlający już kolory. 
Na Neo Geo Pocket pokazało się tylko 10 gier (Melan Chan's Growth Diary, Puzzle Link, Pocket Tennis, Neo Cup 98, Neo Cup 98 plus, King of Fighters, Samurai Shodown, Master of Syougi, Neo Cherry Master oraz Baseball Stars) jednak istniała na niej możliwość odpalenia części gier z następcy.